# Attraverso il fuoco
Attraverso il fuoco (Chasing Darkness), è un romanzo poliziesco di Robert Crais. È stato pubblicato nel 2008 negli Stati Uniti. Costituisce il dodicesimo capitolo delle vicende incentrate sulla coppia di investigatori privati Elvis Cole e Joe Pike.
Il libro è stato traddotto in turco, italiano, francese, polacco, ceco e sloveno.

## Trama
Nella lunga estate calda di Los Angeles, con un'afa insopportabile e gli incendi all'ordine del giorno, le sirene di polizia e vigili del fuoco scandiscono la colonna sonora delle giornate. Durante l'evacuazione del sobborgo di Lookout Mountain viene ritrovato il cadavere di un uomo, con una pistola ancora stretta in mano. Ai suoi piedi, un album con sette fotografie: sette donne barbaramente uccise, al ritmo di una all'anno. L'album s'intitola "I miei ricordi felici" il cadavere è quello di Lionel Byrd, conosciuto nel quartiere come una persona sgradevole e inquietante. Per la task force della polizia, guidata dall'ambizioso e autoritario Thomas Marx, il caso è chiaro: il serial killer Byrd si è suicidato e quelle foto valgono una confessione. Per l'investigatore privato Elvis Cole è un duro colpo; era stato lui, tre anni prima, a scagionare Byrd dall'accusa di aver ucciso la quinta donna di quella macabra serie. Le nuove indagini, tuttavia, non stabiliscono in modo definitivo la colpevolezza di Byrd. Nonostante diversi agenti lo trattino come un complice dell'assassino, Cole non riesce a convincersi di aver sbagliato. Con l'aiuto del fedele Joe Pike, Cole decide di indagare per conto proprio, ricorrendo ai suoi numerosi contatti nei vari uffici di polizia. Andrà a fondo nelle storie delle donne uccise, incontrerà il dolore dei familiari, cercherà di orientarsi fra le incongruenze e le reticenze di Marx e dei suoi uomini, scoprendo una storia che nessuno ha interesse a rivelare.

## Edizioni in italiano
- Robert Crais, Attraverso il fuoco, traduzione di Annamaria Raffo, Mondadori, Milano 2009
- Robert Crais, Attraverso il fuoco, traduzione di Annamaria Raffo, Oscar Mondadori, Milano 2010